# دریاچه آلا-کول
دریاچه آلا-کول (به لاتین: Ala-Köl) یک دریاچه در قرقیزستان است که در استان ایسیق‌کول واقع شده‌است.